# Trichophorum uniflorum
Trichophorum uniflorum är en halvgräsart som först beskrevs av Ernst Rudolf von Trautvetter, och fick sitt nu gällande namn av Leonid I. Malysev och Lukitsch. Trichophorum uniflorum ingår i släktet tuvsävssläktet, och familjen halvgräs. Inga underarter finns listade i Catalogue of Life.